# (208996) Achlys
(208996) Achlys – planetoida, duży obiekt transneptunowy z Pasa Kuipera, w rezonansie orbitalnym 2:3 z Neptunem (typu plutonek).

## Odkrycie
Planetoida ta została odkryta 13 stycznia 2003 roku w Obserwatorium Palomar przez Chada Trujillo i Michaela Browna. Otrzymała ona najpierw oznaczenie tymczasowe 2003 AZ84, a później stały numer. W 2025 roku nadano mu nazwę własną Achlys, pochodzącą od personifikacji żalu w greckim poemacie Tarcza Heraklesa; ten sam termin w Iliadzie opisuje mgłę zasnuwającą oczy umierającego.

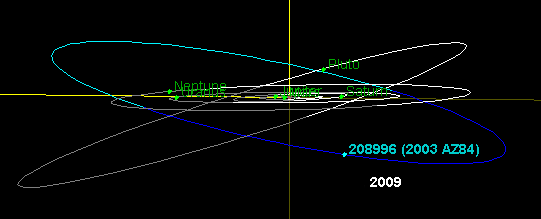
Położenie orbity w stosunku do orbit Plutona i Neptuna.

## Orbita
Orbita (208996) 2003 AZ84 nachylona jest do płaszczyzny ekliptyki pod kątem 13,54°. Na jeden obieg wokół Słońca ciało to potrzebuje ok. 249 lat, krążąc w średniej odległości 39,59 au od Słońca.
Planetoida w 2025 roku znajdowała się w odległości ok. 43,7 au od Słońca, przybliżając się do Słońca po przejściu przez aphelium (punkt najdalszy od Słońca) w 1982 roku, a przejdzie przez peryhelium w 2107 roku.
Już po odkryciu udało się ją zlokalizować na wcześniejszych zdjęciach wykonanych począwszy od 19 marca 1996 roku. Umożliwiło to wykonanie do 2025 roku ponad 1000 pomiarów jej pozycji, w okresie obejmującym ponad 28 lat.

## Charakterystyka fizyczna
(208996) 2003 AZ84 ma średnicę szacowaną na ok. 723 km. Kwalifikuje to ją do grupy kandydatów na planetę karłowatą. Jej jasność absolutna jest równa ok. 3,73m. Obiekt ten rotuje w czasie ok. 13,42 godzin lub 6,75 ± 0,04 godzin.

## Satelita
Na podstawie obserwacji Kosmicznego Teleskopu Hubble’a z 2 grudnia 2005 roku ogłoszono odkrycie naturalnego satelity 2003 AZ84 oznaczonego jako S/2007 (208996) 1 – w cyrkularzu IAU nr 8812 z dnia 22 lutego 2007 roku. Obiekt znajdował się w odległości 0,22 sekundy łuku od planetoidy i miał obserwowaną wielkość gwiazdową mniejszą od niej o ok. 5,0m. W 2012 roku podjęto próby ponownej obserwacji satelity, jednak bez powodzenia. Średnicę satelity szacuje się na około 77 km.